# 陽信商業銀行

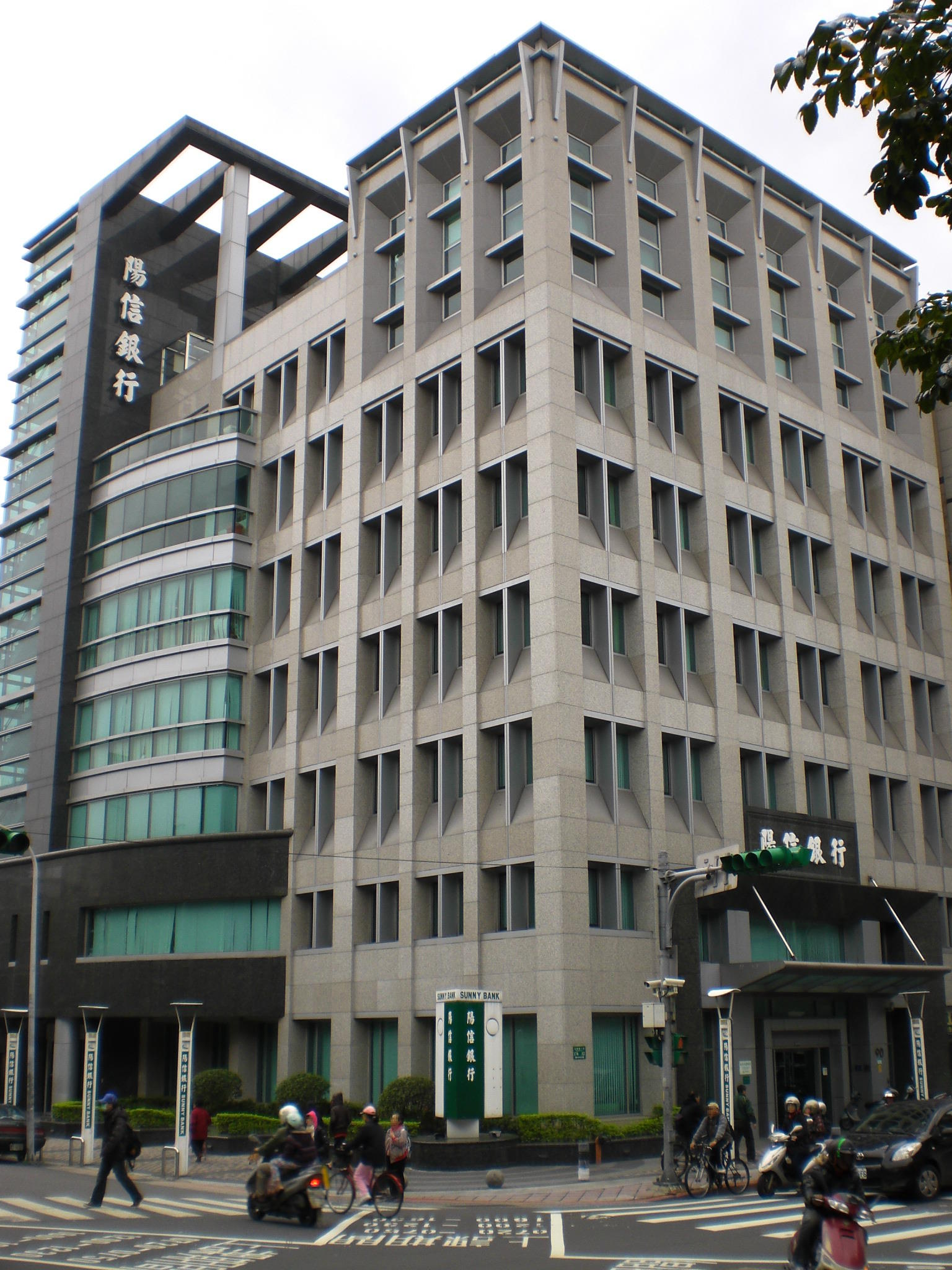
陽信商業銀行本社

陽信商業銀行（ようしんしょうぎょうぎんこう）は、台湾の台北市北投区に本社のある商業銀行である。前身は1957年10月2日に創立の「陽明山信用合作社」であり、1997年4月28日に商業銀行として昇格、商号を「陽信商業銀行」として9月1日より開始した。2001年に彰化県員林信用合作社及び屏東市第二信用合作社を、2002年8月24日に台南市第五信用合作社、更に2005年11月26日には高雄市の高新商業銀行（旧・高雄市第一信用合作社）をそれぞれ吸収合併して、支店網を拡大させた。